# Euxoa perpura
Euxoa perpura är en fjärilsart som beskrevs av Morrison 1874. Euxoa perpura ingår i släktet Euxoa och familjen nattflyn. Inga underarter finns listade i Catalogue of Life.